# FC Alverca
Der FC Alverca (vollst.: Futebol Clube de Alverca) ist ein Fußballverein der portugiesischen Stadt Alverca do Ribatejo, einem Vorort Lissabons. Er spielte um die Jahrtausendwende insgesamt fünf Jahre in der ersten portugiesischen Liga, der Primeira Liga.
Der Verein wurde am 1. September 1939 gegründet. 1998 stieg das Team des FC Alverca erstmals in die Primeira Liga auf und erreichte mit einem 11. Platz in der Saison 1999/00 die beste Vereinsplatzierung. Nach vier Jahren erfolgte der erste Abstieg. In der Saison 2003/04 spielte Alverca erneut in der ersten Liga, stieg aber als 16. direkt wieder ab. Nach dem Ende der Folgesaison löste sich der Verein aufgrund finanzieller Schwierigkeiten auf. Zwei Jahre später nahm Alverca in einer regionalen Amateurliga Lissabons den Spielbetrieb wieder auf. Nach vielen Jahren in unterklassigen Ligen stieg der Verein 2018 in die nationale, viergleisige dritte Liga, die Campeonato de Portugal, auf. 2021 qualifizierte sich die Mannschaft für die im Zuge einer mit einer Konzentration verbundenen Ligareform neu eingeführte Liga 3 als dritthöchster Spielklasse, parallel erreichte die Reservemannschaft die nun viertklassige Campeonato de Portugal.
Das Heimspiele werden im Complexo Desportivo FC Alverca ausgetragen.

## Bekannte Spieler
- Akwá (1995–1996)
- Deco (1996–1998)
- Maniche (1996–1999)
- Paulo Santos (1998–2001)
- Marco Caneira (1999–2000)
- Sergei Owtschinnikow (1999–2000)
- Mantorras (1999–2001)
- Zé António (1999–2002)
- Ricardo Carvalho (2000–2001)
- André Macanga (2000–2001)
- Mickaël Tavares (2000–2002)
- Ronald García (2001–2004)
- Marco Airosa (2004–2005)